# Arianespace
Arianespace SA là một công ty của Pháp chuyên về du hành không gian. Nó được xem là nhà cung cấp dịch vụ du hành không gian đầu tiên trên thế giới. Công ty đảm nhận việc vận hành và tiếp thị chương trình không gian mang tên Ariane, đồng thời cung cấp một số tên lửa đẩy khác nhau như tên lửa đẩy hạng nặng Ariane-5, tên lửa đẩy hạng trung Soyuz-2 và tên lửa đẩy nhiên liệu rắn Vega.